# آلکورتادد
آلکورتادد (نام علمی: Alkwertatherium webbi) نام یک گونه از تیره کیسه‌داران علف‌خوار کهن است.